# アーサー王に関する作品一覧
アーサー王に関する作品一覧（アーサーおうにかんするさくひんいちらん）は、アーサー王およびアーサー王物語を題材、モチーフにした作品の一覧。

## 音楽
- 「トリスタンの嘆き（Lamento di Tristano）」
- 「我らの父の祖国（Bro Goth agan Tasow）」
  - コーンウォールのアンセムの一つ。
- リック・ウェイクマン「アーサー王と円卓の騎士たち」（1975年）
- キャメロット（1991年 - 、アメリカのヘヴィメタルバンド）の楽曲
- 葛生千夏「THE LADY OF SHALOTT」（1992年）
- ブラインド・ガーディアン「イマジネーションズ・フロム・ジ・アザー・サイド」（1995年）
- グレイヴ・ディガー「エクスカリバー」（1999年）
- ブルース・ディッキンソン「ケミカル・ウェディング」（2004年）
- ニュー・オーダー「レストレス」のPV（2015年）
- Garden of Avalon「Fate/stay night」Drama CD（2016年）

## オペラ
- アーサー王（ジョン・ドライデン、1691年）
- ローエングリン（リヒャルト・ワーグナー、1848年）
- トリスタンとイゾルデ（同、1859年）
- パルジファル（同、1882年）
- アルテュス王（エルネスト・ショーソン）

## 舞台・ミュージカル
- マーリンの誕生（1622年 シェイクスピア外典）
- キャメロット（1960年 脚本：アラン・ジェイ・ラーナー、作曲：フレデリック・ロウ）
  - T.H.ホワイトの小説『永遠の王』後半部が原作。
- スパマロット（2005年 脚本：エリック・アイドル）
  - 映画『モンティ・パイソン・アンド・ホーリー・グレイル』の続編。
- アーサー王伝説 (ミュージカル)（フランス語版） LA LEGENDE DU ROI ARTHUR （2015年 脚本・作詞・作曲：ドーヴ・アチア）
  - 日本では宝塚歌劇団月組公演の『アーサー王伝説』として2016年に初演。潤色・演出は石田昌也、主演は珠城りょうで、珠城のトップスター就任お披露目公演[1]。
- Fate/Grand Order THE STAGE -神聖円卓領域キャメロット-（2017年）
- Xcalibur（2019年 韓国・EMK MUSICAL COMPANY KOREA制作）

### 宝塚歌劇
- アロー・アロー・キャメロット? - マーク・トウェイン作「アーサー王宮廷のヤンキー」より - （1994年 宝塚歌劇団花組公演）
- エクスカリバー〜美しき騎士たち〜（1998年 宙組旗揚げ公演）
- Elegy　哀歌 - ジョセフ・ペディエ編「トリスタン・イズー物語」より -（1998年 星組公演）
- バウ・ミュージカル「ランスロット」（2011年 星組公演）
- アーサー王伝説（2016年 月組公演）
- Xcalibur エクスカリバー（2023年 宙組公演）[2]

## 映画
- Adventures of Sir Galahad（1949年 監督：スペンサー・ゴードン・ベネット（英語版）、日本未公開）
- 夢の宮廷（英語版）（1949年 監督：テイ・ガーネット）
- 円卓の騎士（英語版）（1953年 監督：リチャード・ソープ）
- 炎と剣（1954年 監督：ヘンリー・ハサウェイ）
- 王様の剣（1963年 ディズニーアニメーション作品 監督：ウォルフガング・ライザーマン）
  - テレンス・ハンベリー・ホワイトの『永遠の王』第一部が原作だが、内容は大幅に改変されている。
- キャメロット（1967年 監督：ジョシュア・ローガン）
  - 1960年の同名のミュージカルの映画化。
- まぼろしの緑の騎士（英語版）（1973年 監督：ステファン・ウィークス）
- 湖のランスロ（1974年 監督：ロベール・ブレッソン）
- モンティ・パイソン・アンド・ホーリー・グレイル（1975年 監督： テリー・ギリアム、テリー・ジョーンズ）
- 聖杯伝説（英語版）（1978年　監督：エリック・ロメール）
- エクスカリバー（1981年 監督：ジョン・ブアマン）
- 勇者の剣（英語版）（1984年 監督：ステファン・ウィークス）
- アーサー王宮廷のコネチカット・ヤンキー（1995年 監督：ラルフ・トーマス（英語版））
- トゥルーナイト（1995年 監督：ジェリー・ザッカー）
- エクスカリバー（1997年 監督：アンソニー・ヒコックス（英語版））
  - 漫画『プリンス・ヴァリアント（英語版）』の映像化。
- エクスカリバー 聖剣伝説（1998年 監督：スティーブ・バロン）
- ブラック・ナイト（2001年 監督：ジル・ジュンガー（英語版））
- キング・アーサー（2004年 監督：アントワーン・フークア）
- トリスタンとイゾルデ（2006年 監督：ケヴィン・レイノルズ）
- エクスカリバーII 伝説の聖杯（2006年 監督：デヴィッド・ウー）
  - 『エクスカリバー 聖剣伝説』の続編。
- バトル・オブ・マジック マーリンと魔法の神々（2009年 監督：ウォーレン・P・ソノダ（英語版））
- 魔術師マーリンの冒険（2012年 監督：ステファーヌ・カップ（フランス語版））
- ドラゴン・フォース 聖剣伝説（2014年 監督：マーク・L・レスター）
- ナイト ミュージアム/エジプト王の秘密（2014年 監督：ショーン・レヴィ）ランスロットが登場
- バトル・オブ・マジック 魔術師マーリンとアーサー王（2015年 監督：マルコ・ヴァン・ベル）
- キング・アーサー（2017年 監督：ガイ・リッチー）
- キング・アーサー 英雄転生（2017年 監督：ジャレッド・コーン）
- トランスフォーマー/最後の騎士王（2017年 監督：マイケル・ベイ）
- ザ・キング・アーサー外伝（2017年 監督：アントニー・スミス）
- ヘルボーイ（2019年 監督：ニール・マーシャル）
- クエスト・オブ・キング 魔法使いと4人の騎士（2019年 監督：ジョー・コーニッシュ）
- 劇場版 Fate/Grand Order -神聖円卓領域キャメロット-（2020年 - 2021年 監督：末澤慧、荒井和人）
- The Green Knight（2021年 監督：デヴィッド・ロウリー）

## テレビドラマ
- The Adventures of Sir Lancelot （1956年-1957年）
- Arthur of the Britons （1972年-1973年）
- アヴァロンの霧（2001年 演出：ウリ・エデル）
  - ブラッドリーの同名の小説の映像化。
- Guinevere Jones（2002年）
- Kaamelott（2005年-2010年）
- 魔術師 MERLIN（2008年-2012年）
- CAMELOT 〜禁断の王城〜（2011年、全10話 - クリフハンガーのまま打ち切り）
- 実在性ミリオンアーサー（2014年-2015年）
- ニミュエ 選ばれし少女（2020年）

## 小説
- マジック・ツリーハウス（メアリー・ポープ・オズボーン 2002年-）
- Fate/Prototype 蒼銀のフラグメンツ（桜井光 2013年-2016年）
- Fate/Labyrinth（桜井光 2015年）

## 漫画
- プリンス・ヴァリアント（ハル・フォスター 1937年 - ）
- Black Knight（マーベル・コミック 1955年）
- ラズ・メリディアン（結賀さとる 2006年）
- 七つの大罪 (漫画)（鈴木央 2012年 - 2020年）
- 黙示録の四騎士（鈴木央 2021年 - ）
  - 同作者による漫画『ライジングインパクト』（1998年 - 2002年）も、一部登場人物・団体名が『アーサー王伝説』にまつわる名となっている。
- 金色のマビノギオン　─アーサー王の妹姫─ (山田南平 2017年 - )

## アニメーション
- 世界名作アニメーション アーサー王物語（1966年 - 1968年、オーストラリア）
- 円卓の騎士物語 燃えろアーサー/燃えろアーサー 白馬の王子（1979年 - 1980年 制作：東映動画）
- 愛と剣のキャメロット まんが家マリナ タイムスリップ事件（1990年）
  - 同名の藤本ひとみのライトノベルを原作とする劇場版アニメ
- 魔法の剣 キャメロット（1998年、アメリカ）
- Xcalibur（2001年、カナダ）
- Fate/stay night（2006年 制作：スタジオディーン）
  - 同名のPCゲームの映像化。
- Fate/Zero（2011年 - 2012年 原作：虚淵玄 制作：ufotable）
  - 同名のライトノベルの映像化。
- Fate/stay night UBW（2014年 - 2015年 制作：ufotable）

## ゲーム

### コンピュータゲーム
- Arthur The Quest for Excalibur（Infocom 1989年）
- SDガンダム外伝 円卓の騎士編（バンダイ 1991年）
- ナイツ オブ ザ ラウンド（カプコン 1992年）
- Arthur's Knights（Dreamcatcher Interactive Cryo Interactive 2000年）
- Arthur's Knights II: The Secret of Merlin（Cryo Interactive Wanadoo Edition 2002年）
- ストロングホールド（メディアクエスト（キッズステーション） 2002年）
- Legion: The Legend of Excalibur（Midway Entertainment 2002年）
- King Arthur（コナミ 2004年）
  - 同名映画のゲーム化。海外でのみ発売。
- エースコンバット・ゼロ ザ・ベルカン・ウォー (ナムコ 2006年)
- Fate シリーズ（TYPE-MOON 2007年〜）
- ソニックと暗黒の騎士（セガ 2009年）
- キング・アーサー ザ ロールプレイング ウォーゲーム（イーフロンティア 2010年）
- Knight Carnival!（Nomad 2010年）
  - Web Knight Carnival!（ガマニアデジタルエンターテインメント 2012年）
- 拡散性ミリオンアーサー（スクウェア・エニックス 2012年）
- アヴァロンの騎士（DeNA（モバゲー） 2013年）
- Princess Arthur（アイディアファクトリー（オトメイト） 2013年）
- The Order:1886（レディアットドーン　2015年）
- Sword Legacy Omen（Firecast Studio）（Fableware Narrative Design）(2018年）
- Tainted Grail（Awaken Realms Digital 2020年）
- King Arthur: Knight's Tale （2021年）

### ゲームブック
- グレイルクエスト（1984年-1987年）

### ボードゲーム
- キング・コマンド（Z-Man Games 2010年）
- マーリン Merlin
- イゾルデ　Die holde Isolde